# Unicoi megye
Unicoi megye az Amerikai Egyesült Államokban, azon belül Tennessee államban található. Megyeszékhelye és legnagyobb városa Erwin. Lakosainak száma 17 928 fő (2020. április 1.). Unicoi megye Washington, Carter, Mitchell, Yancey, Madison és Greene megyékkel határos.

## Népesség
A megye népességének változása:
| Lakosok száma | 18 291 | 18 284 | 18 247 | 18 082 | 17 860 | 17 928 |
|               | 2010   | 2011   | 2012   | 2013   | 2015   | 2020   |